# 当惹雍错水怪
当惹雍错水怪，又称文部湖水怪，是指出没于中国西藏那曲市尼玛县当惹雍错的神秘动物。当惹雍错水怪的目击可以追溯至20世纪50年代，目击者普遍将其描述为头小、眼大、脖子细长，身躯似牛，皮肤呈灰黑色的动物。1976年8月，一支在申扎县进行地质考察的科考团队从当地居民处听闻、记录一些关于水怪的目击报告。
1986年，美国神秘动物学家J.理查德·格林韦尔（J. Richard Greenwell）在国际神秘动物学会发布一篇翻译的中文新闻，内容大致为中国西藏Lake Duobuzhe捕获、射杀一只河马皮肤、牛的身体、乌龟般的腿、脚有璞、头部则有一对卷曲的角的动物。格林韦尔将这只神秘动物命名为Hippoturtleox，据称水怪最终被带往附近的村庄，但未有进一步报道。英国动物学家卡尔·舒克分析认为Hippoturtleox是已灭绝的古生物卷角龟。目前Hippoturtleox被认为可能是格林韦尔将惹雍错水怪的报道翻译时产生误差“制造”了新的不明动物。